# El Planàs (Sant Joan de les Abadesses)
El Planàs és una obra de Sant Joan de les Abadesses (Ripollès) inclosa a l'Inventari del Patrimoni Arquitectònic de Catalunya.

## Descripció
Conjunt d'edificis superposats a partir del nucli original més aviat reduït. Aprofitant la irregularitat del conjunt, a la part de migdia hi ha un porxo domèstic. Cal parlar de la pallissa que té una interessant solució arquitectònica. Era formada per un sol pis amb dues entrades d'arcada i posteriorment s'hi aixecà un altre pis amb grans obertures a migdia.